# Galsangiin Byambaa
Galsangiin Byambaa, född 1 maj 1938, är en mongolisk bågskytt. Han deltog vid olympiska sommarspelen 1972.